# Centre d'entraînement et de formation de l'USM Alger
Le Centre d'entraînement et de formation de L'Union sportive de la médina d'Alger est un centre de formation de football destiné à former les jeunes joueurs du l'USM Alger, club de football professionnel situé à Bab El Oued (Alger), en leur fournissant une structure d'hébergement, un accompagnement scolaire et un programme de formation sportive.

## Historique
Le centre s'étend sur plus de 4 hectares (9,9 acres) et comprend un terrain en gazon naturel et un terrain synthétique. Son ouverture officielle est prévue pour 2022. En juillet 2011, le club a entamé la construction d'un centre de formation. Les progrès ont été stoppés en 2015 en raison de la priorité donnée aux logements improvisés. L'architecte principal du projet a basé sa conception sur les plans créés par Joan Gamper pour le centre de formation du FC Barcelone. Le 13 octobre 2018, la première pierre a été posée et le début des travaux a été annoncé lors d'une cérémonie organisée par la direction de l'USM Alger, le ministre algérien de la Jeunesse et des Sports, Mohamed Hattab et le Wali d'Alger, Abdelkader Zoukh.
Le centre de formation professionnelle de l'USMA s'étend sur plus de 3 hectares. Le site propose deux terrains de football : l'un avec un gazon synthétique de dernière génération et l'autre avec un gazon hybride naturel, optimal pour un usage intensif. Le centre abritera des installations administratives, pédagogiques et de restauration, ainsi que des hébergements, une boutique officielle du club et des espaces de détente. Le 6 juillet 2020, l'USM Alger signe un contrat de deux ans avec l'École Hôtelière Aïn Benian jusqu'à l'achèvement des travaux du centre de formation. Le contrat permettra à l'USM Alger d'utiliser le stade, la piscine, la salle de musculation, l'hôtel, la salle de sport, les bureaux et la salle de récupération et de massage,.
Le 15 mars 2021, les travaux de construction du centre de formation de l'USM Alger ont été officiellement lancés, le directeur technique central et production Rachid Douh a indiqué que le terrain contient 30 000 mètres carrés, et abritera le siège du club, deux terrains de jeux à l'intérieur du hall, deux vestiaires et deux terrains de jeux avec gazon artificiel. Les travaux seront réalisés par l'EPE Batimetal. En janvier 2023, l'entreprise chargée de l'achèvement a annoncé la fin de la première partie des travaux, qui concerne la structure du bâtiment principal qui sera le siège du club, et c'est la plus grande du projet. Le 9 août 2023, alors que les bâtiments prenaient forme, la direction de l'USMA a lancé un appel d'offres à l'échelle nationale pour l'installation de cinq terrains de football. Il s'agit d'un grand terrain en gazon naturel qui servira principalement à l'entraînement de l'équipe première, de trois terrains synthétiques plus petits, ainsi que de deux petits terrains couverts.

### Reprise du projet
Le 31 octobre 2024, l'USM Alger a annoncé la relance de son projet de centre de formation à Aïn Benian, resté à l'arrêt pendant plus d'une année malgré l'avancement initial des travaux de construction des bâtiments. L’entreprise publique Groupe Cosider est chargée de la réalisation, bien qu’aucune date de livraison n’ait encore été fixée,. Selon le directeur du projet, des réunions régulières sont organisées avec le président Sahebane depuis sa prise de fonctions. Depuis le mois de juillet, des progrès notables ont été enregistrés, de nombreux obstacles ayant été surmontés grâce aux efforts du bureau d'études chargé du projet,.
Une fois achevé, le centre pourra accueillir 162 stagiaires : 62 en internat et 100 en externat. Le restaurant aura une capacité de 150 places. Le centre comprendra 62 chambres totalisant 120 lits, répartis entre les différentes unités de formation, ainsi que quatre chambres VIP. Le projet prévoit également plusieurs infrastructures génératrices de revenus pour le club, telles qu’une boutique pouvant accueillir 50 clients, un magasin de matériel pour 26 personnes, une cafétéria de 55 places et un espace de restauration rapide pouvant accueillir jusqu’à 40 personnes,.
Le 14 mai 2025, le ministre des Transports, Saïd Sayoud, a présidé une réunion visant à accélérer les travaux de construction du centre de formation de l’USMA à Aïn Benian. Il a donné pour instruction aux responsables de lever tous les obstacles afin de garantir la livraison du projet avant la saison 2025–2026. Lancé il y a cinq ans, le projet a connu d'importants retards administratifs. L'implication directe du ministre marque un tournant majeur, et les supporters espèrent désormais voir enfin leur club disposer de son propre centre de formation.